# Титово (Чухломский район)
Титово — деревня в Чухломском муниципальном районе Костромской области. Входит в состав Повалихинского сельского поселения

## География
Находится в северной части Костромской области на расстоянии приблизительно 18 км на север-северо-восток по прямой от города Чухлома, административного центра района.

## История
В 1830 году принадлежала помещику П. И. Голохвастову. В 1872 году здесь было учтено 15 дворов, в 1907 году — 8.

## Население
Постоянное население составляло 76 человек (1872 год), 30 (1897), 32 (1907), 14 в 2002 году (русские 100 %), 7 в 2022.